# انعدام الأنف
انْعِدامُ الأَنْف (بالإنجليزية: Arhinia) أو عدم تخلّق الأنف (بالإنجليزية: nasal agenesis)، هو عيب خلقي يحدث فيه غياب جزئي أو كامل للأنف عند الولادة. وهي حالة نادرة للغاية، مع وجود عدد قليل من الحالات المُبلَّغ عنها في تاريخ الطب الحديث. وهو يُصنف عموما "كشذوذ قحفي وجهي".

## السبب
سبب انعدام الأنف غير معروف حتى الآن. وجدت «دراسة أكّوزو» (بالإنجليزية: Akkuzu's study) لحالات انعدام الأنف المسجلة أن رصد حالات الحوامل كانت عادية قبل الولادة.

## العلاج
يركز العلاج على تحديد طبيعة الشذوذ من خلال طرق التصوير المختلفة، بما في ذلك التصوير بالرنين المغناطيسي والأشعة المقطعية والتصحيح الجراحي إلى أقصى حد ممكن.

## لغويا
كلمة "arrhinia" مستمدة من الجذر اليوناني لكلمة "rhinos" ومعناها «الأنف»، مسبوقة ببادئة النفي اليونانية: "a-". [بحاجة لمصدر]

## وصلات خارجية
- انعدام الأنف Arrhinia